# Bobby Roe
Bobby Roe (nascut el 15 de desembre de 1978) és un actor, director i guionista nord-americà, conegut principalment per la seva pel·lícula The Houses October Built i la seva seqüela The Houses October Built 2. Va ser produït per Steven Schneider, els èxits del qual inclouen Paranormal Activity, Insidious, The Visit, Split, Glass i Old.

## Carrera
Va créixer a Dallas, Texas i es va graduar a la Plano Senior High School. Va assistir a UCLA i va ser un llançador panestatunidenc del seu equip de beisbol on va jugar al costat de Chase Utley, Eric Byrnes i Garrett Atkins de MLB All Star. Aleshores va ser elegit com a doble acrobàtic per a Roger Clemens a l'anunci de Cingular "Rocket Unit" de Zack Snyder. Finalment, Roe va rebre el seu màster en cinema a la Loyola Marymount University i va passar a ser escriptor/productor que va ajudar a llançar Reelz Channel. Originalment va ser seleccionat com Mark Mulder a Moneyball quan la dirigia Steven Soderbergh.
Roe va dirigir, escriure i protagonitzar la pel·lícula The Houses October Built el 2014, i la seva seqüela The Houses October Built 2. El seu germà Mikey Roe, Zack Andrews, Jeff Larson i Brandy Schaefer apareixen com ells mateixos. Tant ell com Zack Andrews també va escriure el llibre infantil Narah and the Unicorn - The Original Narwhal Story.
Segons Entertainment Weekly i Variety, Roe dirigirà i escriurà un segment de l'antologia de terror, Isolation.
Roe ha estat seleccionat per escriure i dirigir la pel·lícula de l'univers de terror compartit "A Wicked Tale" dels productors de The Walking Dead.
Forbes i UploadVR van publicar que Roe i Andrews, amb l'ajuda de la seva empresa Haunt Society, van ajudar a crear la primera casa embruixada de realitat virtual sancionada per a  Rec Room (videojoc).

## Filmografia
| Any       | Títol                                 | Paper                           |
| --------- | ------------------------------------- | ------------------------------- |
| 2002      | Arli$$                                | Boxejador / Halterofilia        |
| 2005      | CSI:NY                                | Jugador de beisbol de Nova York |
| 2005      | The Longest Yard                      | Jugador de futbol de guàrdia    |
| 2004-2005 | Clubhouse                             | Kevin Turek                     |
| 2006      | Superman Returns                      | Jugador de beisbol dels Ravens  |
| 2005-2006 | Numb3rs                               | Vick Johnston/Flashback Pitcher |
| 2011      | The Houses October Built - Documental | Director-Escriptor-Ell mateix   |
| 2014      | The Houses October Built              | Director-Escriptor-Bobby        |
| 2017      | The Houses October Built 2            | Director-Escriptor-Bobby        |
| 2021      | Isolation                             | Director-Escriptor              |
| 2025      | Untitled Slasher Welcome Villain      | Director-Escriptor-Productor    |
| 2025      | A Wicked Tale                         | Director-Escriptor-Productor    |

### Premis
- Millor llargmetratge de la categoria Midnight X-Treme del XLVII Festival Internacional de Cinema Fantàstic de Catalunya (2014, guanyador)[8]
- Millor guió Bobby Roe, Zack Andrews, Jason Zada del Macabre Faire Film Festival (2015, guanyador)[9]